# Kleineichenhausen
Kleineichenhausen ist ein Ortsteil der oberbayerischen Gemeinde Sauerlach im Landkreis München.

## Geographie
Der Weiler liegt zwischen den Ortsteilen Altkirchen und Großeichenhausen. Es hat sich seinen ländlich-dörflichen Charakter weitgehend erhalten können. 

## Geschichte
Kleineichenhausen war wie die Nachbarorte Großeichenhausen, Gumpertshausen und Altkirchen bis zum 30. April 1978 ein Ortsteil der Gemeinde Eichenhausen und wurde nach deren Auflösung im Zuge der Gemeindegebietsreform am 1. Mai 1978 nach Sauerlach eingegliedert.

## Sehenswürdigkeiten
- Historisches Bauernanwesen, sogenannt Beim Weber[2]
- Katholische Ortskapelle St. Nikolaus aus dem 19. Jahrhundert

Hauptartikel: Liste der Baudenkmäler in Kleineichenhausen